# Do You Think About Me
Do You Think About Me è un brano musicale del rapper statunitense 50 Cent, estratto come secondo singolo dal suo quarto album studio Before I Self Destruct, il 16 gennaio 2010 negli Stati Uniti ed il 22 marzo 2010 nel Regno Unito. Il singolo è prodotto da Rockwilder e figura la collaborazione non accreditata dal cantante R&B Governor.

## Tracce
Digital single
1. Do You Think About Me (featuring Governor/explicit album version) – 3:26
2. Do You Think About Me (music video/clean) – 3:52

UK promo CD
1. Do You Think About Me (super clean edit/clean album version) (featuring Governor) – 3:26
2. Do You Think About Me (Instrumental) – 3:26
3. Do You Think About Me (Does It Offend You Bobby Bloomfield Remix) – 5:34
4. Do You Think About Me (Space Cowboy Remix) – 4:01
5. Do You Think About Me (Raw Man) – 3:47
6. Do You Think About Me (Space Cowboy Dub Remix) – 7:14

US promo CD
1. Do You Think About Me (album version) – 3:26
2. Do You Think About Me (album clean) – 3:26
3. Do You Think About Me (instrumental) – 3:27

## Classifiche
| Classifica (2010)                        | Posizione più alta |
| ---------------------------------------- | ------------------ |
| UK Singles (The Official Charts Company) | 105                |
| UK R&B (The Official Charts Company)     | 32                 |
| US Bubbling Under Hot 100 (Billboard)    | 7                  |
| US Hot R&B/Hip-Hop Songs (Billboard)     | 26                 |
| US Rap Songs (Billboard)                 | 15                 |